# Хиллер, Фердинанд
Фердинанд фон Хиллер (нем. Ferdinand Hiller; 24 октября 1811, Франкфурт-на-Майне — 11 мая 1885, Кёльн) — немецкий пианист, композитор и дирижёр, музыкальный педагог. Личный дворянин и кавалер Ордена Вюртембергской короны (1875).

## Биография
Фердинанд фон Хиллер родился во Франкфурте-на-Майне в богатой купеческой еврейской семье. Его отец Исаак Хильдешейм, торговец тканями, сменил имя на Юстус Хиллер ещё до рождения сына. Его первыми учителями был Алоис Шмидт и Филипп Карл Гофман (фортепиано), затем Георг Якоб Фольвейлер (композиция); с раннего детства отличался большими музыкальными способностями, ввиду чего в десятилетнем возрасте, когда он уже написал свою первую композицию, отец отправил его в ученики к Иоганну Гуммелю в Веймаре.
У Гуммеля Хиллер посвятил себя композиции, участвовал в работе над «Марией Стюарт», благодаря чему завёл знакомство с Гёте. Обучаясь у Гуммеля, Хиллер добился больших успехов как пианист, вследствие чего в начале 1827 года он уехал на концерты в Вену, где встретил Бетховена и исполнял его первый квартет. После краткого посещения дома Хиллер отправился в Париж в 1829 году, где жил до 1836 года и преподавал в музыкальной школе Шорона, но затем решил бросить это занятие. Смерть отца потребовала его возвращения во Франкфурт на некоторое время, но 8 января 1839 года он представил в Милане свoю оперу La Romilda и начал писать свою ораторию Die Zerstörung Jerusalems, которая признаётся одной из его лучших работ. Зиму 1839 года Фердинанд провел в Лейпциге. В 1840—1841 гг. он находился в Италии, где изучал искусство старых мастеров под руководством Баини.
Позже он отправился в Лейпциг к своему другу Мендельсону, где в 1843—1844 годах он давал множество концертов в Гевандхаусе и исполнял свою ораторию. После дальнейшего посещения Италии с целью изучения духовной музыки Хиллер написал две оперы, Ein Traum и Conradin, в Дрездене в 1845 и 1847 годах соответственно; он отправился в качестве дирижёра в Дюссельдорф в 1847 года и Кёльн в 1850 году и выступал в Итальянской опере в Париже в 1851 и 1852 годах. В Кёльне он стал известен как дирижёр на концертах Гюрцених-оркестра и глава основанной им Кёльнской консерватории. В 1884 году он отошёл от дел и умер в следующем году.
Хиллер был избран членом Королевской Академии искусств в Берлине в 1849 году и в 1868 году получил почётную докторскую степень в университете Бонна. Хиллер был современником Ф. Шопена, Ф. Мендельсона, Р. Шумана, Ф. Листа, Р. Вагнера, Дж. Верди, с которыми состоял в дружеских отношениях. За свою жизнь написал более двухсот произведений, в том числе шесть опер, две оратории, шесть или семь кантат, множество произведений камерной музыки и популярный в своё время концерт для фортепиано. Опубликовал собрание писем Мендельсона и воспоминания о нем (Felix Mendelsson-Bartoldy. Briefe und Erinnerungen, Köln, 1874).